# Malaysias Grand Prix
Malaysias Grand Prix var en deltävling ingående i Formel 1-VM, som kördes på Sepang International Circuit i Kuala Lumpur i Malaysia 1999-2017.

## Vinnare
| År   | Bana                         | Förare               | Konstruktör        |
| ---- | ---------------------------- | -------------------- | ------------------ |
| 2017 | Sepang International Circuit | Max Verstappen       | Red Bull-TAG Heuer |
| 2016 | Sepang International Circuit | Daniel Ricciardo     | Red Bull-TAG Heuer |
| 2015 | Sepang International Circuit | Sebastian Vettel     | Ferrari            |
| 2014 | Sepang International Circuit | Lewis Hamilton       | Mercedes           |
| 2013 | Sepang International Circuit | Sebastian Vettel     | Red Bull-Renault   |
| 2012 | Sepang International Circuit | Fernando Alonso      | Ferrari            |
| 2011 | Sepang International Circuit | Sebastian Vettel     | Red Bull-Renault   |
| 2010 | Sepang International Circuit | Sebastian Vettel     | Red Bull-Renault   |
| 2009 | Sepang International Circuit | Jenson Button        | Brawn-Mercedes     |
| 2008 | Sepang International Circuit | Kimi Räikkönen       | Ferrari            |
| 2007 | Sepang International Circuit | Fernando Alonso      | McLaren-Mercedes   |
| 2006 | Sepang International Circuit | Giancarlo Fisichella | Renault            |
| 2005 | Sepang International Circuit | Fernando Alonso      | Renault            |
| 2004 | Sepang International Circuit | Michael Schumacher   | Ferrari            |
| 2003 | Sepang International Circuit | Kimi Räikkönen       | McLaren-Mercedes   |
| 2002 | Sepang International Circuit | Ralf Schumacher      | Williams-BMW       |
| 2001 | Sepang International Circuit | Michael Schumacher   | Ferrari            |
| 2000 | Sepang International Circuit | Michael Schumacher   | Ferrari            |
| 1999 | Sepang International Circuit | Eddie Irvine         | Ferrari            |